# 강현욱 (배우)
강현욱(2001년 11월 9일 ~ )은 대한민국의 남성 배우이다.

## 방송
- 《태종 이방원》 (2021년, KBS1) - 고려 세자 정성군 왕석 역
- 《아름다운 세상》 (2019년) - 나성재 역
- 《살인소설》 (2018년) - 중학생 순태 역
- 《피노키오》 (2014년, SBS) - 가방을 절도한 남자의 아들 역
- 《여왕의 교실》 (2013년, MBC) - 손인보 역

## 영화
- 《세계일주》 (2015년) - 남궁윤 아역